# Транспорт В'єтнаму
Транспорт В'єтнаму представлений автомобільним , залізничним , повітряним , водним (морським і річковим)  і трубопровідним , у населених пунктах  та у міжміському сполученні діє громадський транспорт пасажирських перевезень. Площа країни дорівнює 331 210 км² (66-те місце у світі). Форма території країни — S-подібна, меридіонально витягнута, з двома компактними частинами на півночі та півдні й вузькою перемичкою між ними (50 км); максимальна дистанція з півночі на південь — 1650 км, зі сходу на захід — до 550 км (на півночі). Географічне положення В'єтнаму дозволяє країні контролювати водні каботажні транспортні шляхи східного узбережжя Індокитаю, вихід до моря річкової системи Меконга .

## Автомобільний
Загальна довжина автошляхів у В'єтнамі, станом на 2013 рік, дорівнює 195 468 км, з яких 148 338 км із твердим покриттям і 47 130 км без нього (24-те місце у світі).

## Залізничний
Загальна довжина залізничних колій країни, станом на 2014 рік, становила 2 600 км (63-тє місце у світі), з яких 178 км стандартної 1435-мм колії; 253 км мішаної ширини колії, 2 169 км вузької 1000-мм колії.

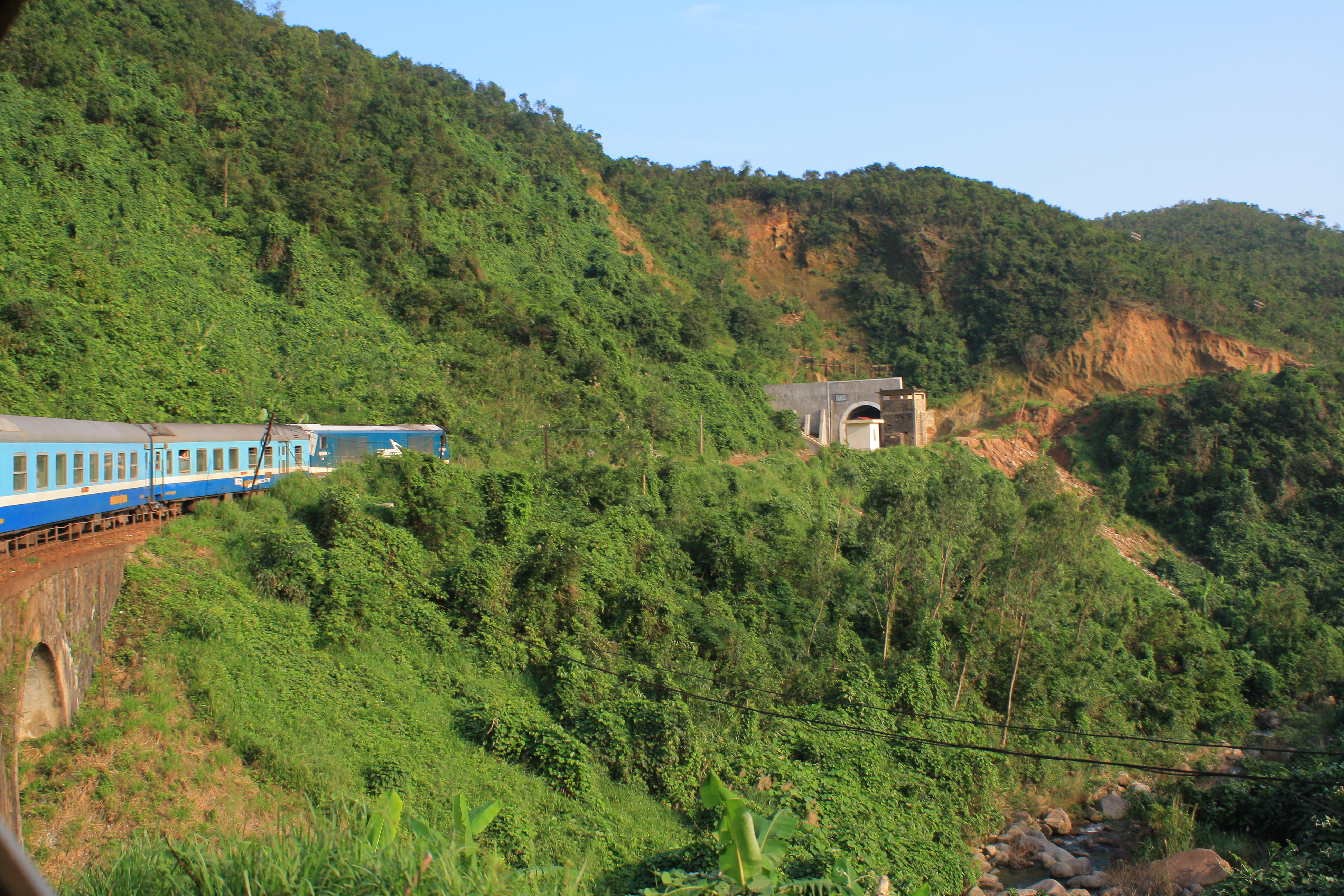
«Трансв'єтнамський експрес»
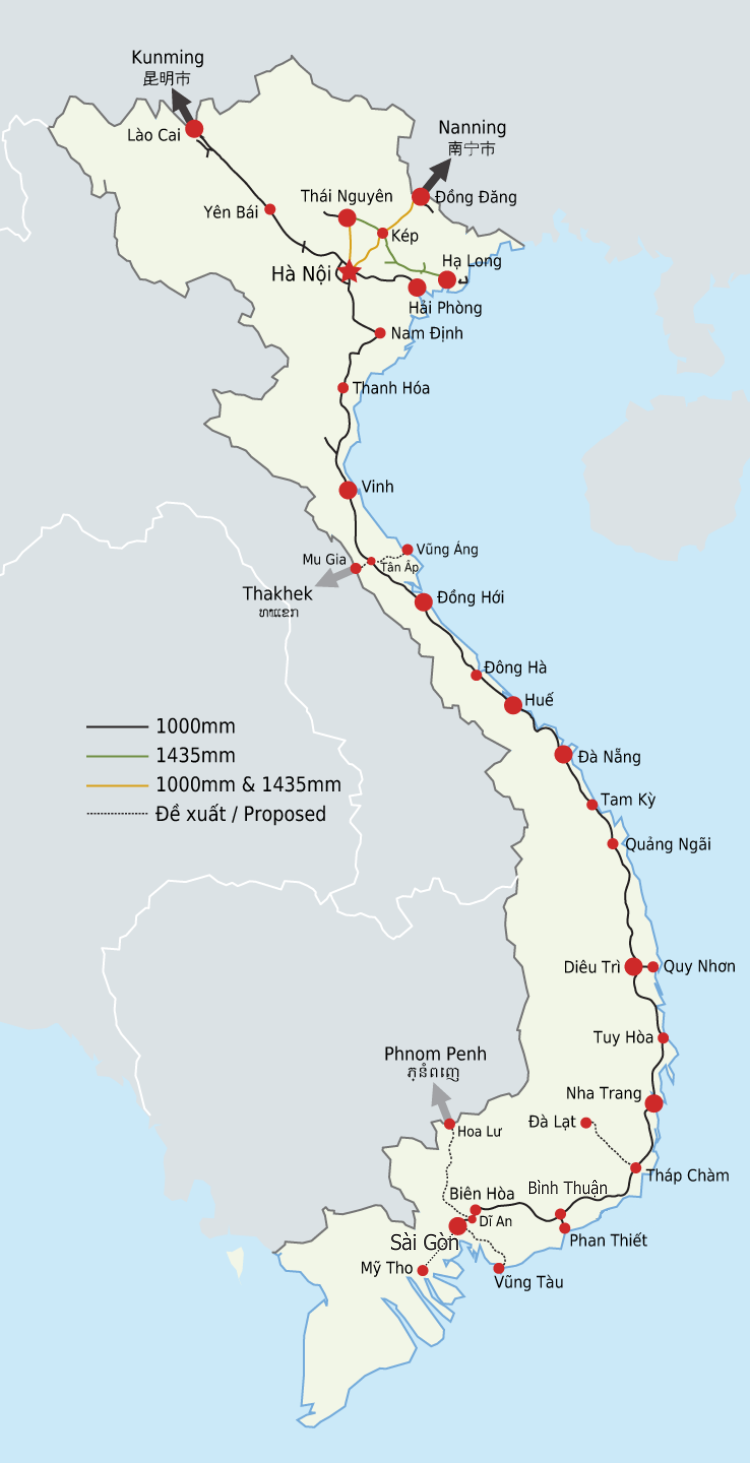
Карта залізниць В'єтнаму

## Повітряний
У країні, станом на 2013 рік, діє 45 аеропортів (97-ме місце у світі), з них 38 із твердим покриттям злітно-посадкових смуг і 7 із ґрунтовим. Аеропорти країни за довжиною злітно-посадкових смуг розподіляються так (у дужках окремо кількість без твердого покриття):
- довші за 10 тис. футів (>3047 м) — 10 (0);
- від 10 тис. до 8 тис. футів (3047-2438 м) — 6 (0);
- від 8 тис. до 5 тис. футів (2437—1524 м) — 13 (1);
- від 5 тис. до 3 тис. футів (1523—914 м) — 9 (3);
- коротші за 3 тис. футів (<914 м) — 0 (3)[1].

У країні, станом на 2015 рік, зареєстровано 4 авіапідприємства, які оперують 140 повітряними суднами. За 2015 рік загальний пасажирообіг на внутрішніх і міжнародних рейсах становив 29,9 млн осіб. За 2015 рік повітряним транспортом було перевезено 384,7 млн тонно-кілометрів вантажів (без врахування багажу пасажирів).
У країні, станом на 2013 рік, споруджено і діє 1 гелікоптерний майданчик.

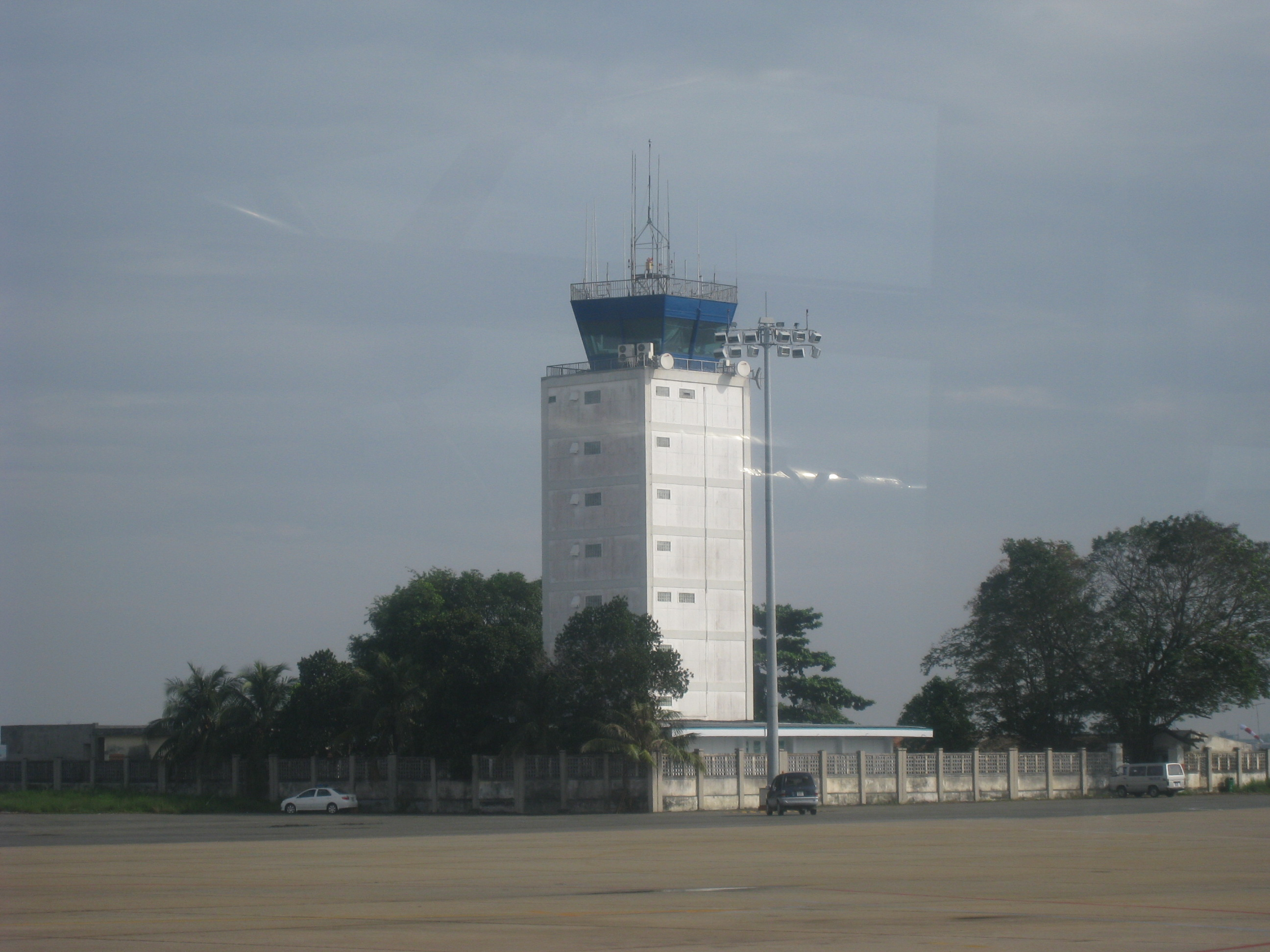
Диспетчерська вежа в аеропорту Таншоннят

В'єтнам є членом Міжнародної організації цивільної авіації (ICAO). Згідно зі статтею 20 Чиказької конвенції про міжнародну цивільну авіацію 1944 року, Міжнародна організація цивільної авіації для повітряних суден країни, станом на 2016 рік, закріпила реєстраційний префікс — VN, заснований на радіопозивних, виділених Міжнародним союзом електрозв'язку (ITU). Аеропорти В'єтнаму мають літерний код ІКАО, що починається з — VV.

## Водний

### Морський
Головні морські порти країни: Камфа, Дананг, Хайфон, Фантхьєт, Куїньон. Річний вантажообіг контейнерних терміналів (дані за 2011 рік): Хайфон — 1,02 млн, Хошимін — 3,07 млн контейнерів (TEU).
Морський торговий флот країни, станом на 2010 рік, складався з 579 морських суден з тоннажем понад 1 тис. реєстрових тонн (GRT) кожне (20-те місце у світі), з яких: ліхтеровозів — 1, балкерів — 142, суховантажів — 335, танкерів для хімічної продукції — 23, контейнеровозів — 19, газовозів — 7, вантажно-пасажирських суден — 1, нафтових танкерів — 48, рефрижераторів — 1, ролкерів — 1, спеціалізованих танкерів — 1.
Станом на 2010 рік, кількість морських торгових суден, що зареєстровані під прапорами інших країн — 86 (Камбоджі — 1, Кірибаті — 2, Монголії — 33, Панами — 43, Тайваню — 1, Тувалу — 6).

### Річковий
Загальна довжина судноплавних ділянок річок і водних шляхів, доступних для суден з дедвейтом більше за 500 тонн, 2011 року становила 16 300 км (4-те місце у світі). Головні водні транспортні артерії країни: Меконг на півдні, Хонгха на півночі. Додатково доступно 30 831 км водних шляхів для суден з дедевейтом до 50 тонн.
Головні річкові порти країни: Хошимін на Меконзі.

## Трубопровідний
Загальна довжина газогонів в В'єтнамі, станом на 2013 рік, становила 1475 км; нафтогонів — 128 км; інших трубопроводів — 33 км; продуктогонів — 206 км; водогонів — 13 км.

## Державне управління
Держава здійснює управління транспортною інфраструктурою країни через міністерство транспорту. Станом на 6 травня 2016 року міністерство в уряді Нгуєна Хуан Пхука очолював Труон Куан Нгіа.

### Українською
- Атлас. 10-11 клас. Економічна і соціальна географія світу / упорядники :  О. Я. Скуратович, Н. І. Чанцева. — К. : ДНВП «Картографія», 2010. — ISBN 978-966-475-639-3.
- Атлас світу / голов. ред. І. С. Руденко ; зав. ред. В. В. Радченко ; відп. ред. О. В. Вакуленко. — К. : ДНВП «Картографія», 2005. — 336 с. — ISBN 9666315467.
- Безуглий В. В. Економічна і соціальна географія зарубіжних країн : Навчальний посібник. — К. : ВЦ «Академія», 2007. — 704 с. — ISBN 978-966-580-239-6.
- Безуглий В. В., Козинець С. В. Регіональна економічна і соціальна географія світу : Навчальний посібник. — видання 2-ге, доп., перероб. — К. : ВЦ «Академія», 2007. — 688 с. — ISBN 966-580-144-9.
- Головченко В., Кравчук О. Країнознавство: Азія, Африка, Латинська Америка, Австралія і Океанія. — К., 2006. — 335 с. — ISBN 966-8939-04-2.
- Дахно І. І. Країни світу: Енциклопедичний довідник / І. І. Дахно, С. М. Тимофієв. — К. : Мапа, 2011. — 606 с. — (Бібліотека нового українця) — ISBN 978-966-8804-23-6.
- Дахно І. І. Економічна географія зарубіжних країн : навчальний посібник. — К. : Центр учбової літератури, 2014. — 319 с. — ISBN 978-611-01-0682-5.
- Дорошенко В. І. Географія транспорту : Навчальний посібник / В. І. Дорошенко, К. Д. Діденко. — К. : Київський нац. ун-т ім. Т. Шевченка, 2010. — 183 с. — ISBN 978-966-439-329-1.
- Дубович І. А. Країнознавчий словник-довідник. — 5-те вид., перероб. і доп. — К. : Знання, 2008. — 839 с. — ISBN 978-966-346-330-8.
- Економічна і соціальна географія країн світу : Навчальний посібник / За ред. С. П. Кузика. — Л. : Світ, 2002. — 672 с. — ISBN 966-603-178-7.
- Зарубіжна транспортна географія : навчальний посібник / уклад. : Петрашевський О. Л. и др. — К. : Національний транспортний університет, 2015. — 95 с. — ISBN 978-966-632-227-5.
- Ігнатьєв П. М. Країнознавство: Країни Азії. — Ч. : Книги-ХХІ, 2004. — 383 с. — ISBN 966-8029-53-4.
- Книш М. М., Мамчур О. І. Регіональна економічна і соціальна географія світу (Латинська Америка та Карибські країни, Африка, Азія, Океанія) : навч. посіб. — Л. : ЛНУ ім. Івана Франка, 2013. — 368 с. — ISBN 978-617-10-0007-0.
- Юрківський В. М. Регіональна економічна і соціальна географія. Зарубіжні країни : Підручник. — К. : Либідь, 2001. — 416 с. — ISBN 966-06-0092-5.

### Англійською
- (англ.) Modern Transport Geography / Hoyle, B. and R. Knowles (eds). — Second Edition,. — London : Wiley, 1998.
- (англ.) Rodrigue, J-P. The Geography of Transport Systems. — Fourth Edition. — N. Y. : Routledge, 2017. — 440 с. — ISBN 978-1138669574.
- (англ.) Taaffe E. J., Gauthier H. L. and O'Kelly M. E. Geography of transportation. — Second Edition. — N. Y. : Prentice Hall, 1996. — ISBN 0-13-368572-1.
- (англ.) Black, W. Transportation: A Geographical Analysis. — N. Y. : Guilford, 2003.

### Російською
- (рос.) Максаковский В. П. Географическая картина мира. Книга I: Общая характеристика мира. — М. : Дрофа, 2008. — 495 с. — ISBN 978-5-358-05275-8.
- (рос.) Максаковский В. П. Географическая картина мира. Книга II: Региональная характеристика мира. — М. : Дрофа, 2009. — 480 с. — ISBN 978-5-358-06280-1.
- (рос.) Физико-географический атлас мира. — М. : Академия наук СССР и главное управление геодезии и картографии ГГК СССР, 1964. — 298 с.
- (рос.) Шаповал Н. С. Транспортная география и транспортные системы мира : учебное пособие. — К. : Центр учбової літератури, 2006. — 188 с. — ISBN 000-0000-00-4.
- (рос.) Экономическая, социальная и политическая география мира. Регионы и страны / под ред. С. Б. Лаврова, Н. В. Каледина. — М. : Гардарики, 2002. — 928 с. — ISBN 5-8297-0039-5.
- (рос.) Энциклопедия стран мира / глав. ред. Н. А. Симония. — М. : НПО «Экономика» РАН, отделение общественных наук, 2004. — 1319 с. — ISBN 5-282-02318-0.